# Wasił Kocew
Wasił Iwanow Kocew (bułg. Васил Иванов Коцев, ur. 15 kwietnia 1922 we wsi Skrawena w obwodzie sofijskim, zm. 1 czerwca 1986 w obwodzie sofijskim) – bułgarski oficer, generał porucznik.

## Życiorys
Uczył się w VII Gimnazjum Męskim w Sofii, 1938 wstąpił do Związku Młodzieży Robotniczej, po 9 września 1944 brał udział w wojnie bułgarsko-niemieckiej. W 1948 wstąpił do BPK i KDS, od 1950 funkcjonariusz wywiadu, 1957-1962 pracownik rezydentury Ministerstwa Spraw Wewnętrznych Bułgarii w Kairze, od 1 listopada 1963 do grudnia 1965 pracownik Wydziału Wojskowego KC BPK. Od grudnia 1965 ponownie w KDS, od 1967 do lutego 1969 rezydent KDS w Stambule, od lutego 1969 do października 1973 rezydent MSW Bułgarii w Stambule, od 26 października 1973 do 1 czerwca 1986 szef Pierwszego Głównego Zarządu Bezpieczeństwa Państwowego MSW Bułgarii. 6 września 1974 mianowany generałem majorem, a 11 września 1981 generałem porucznikiem. 14 kwietnia 1982 otrzymał tytuł Bohatera Pracy Socjalistycznej Ludowej Republiki Bułgarii. Zginął w wypadku lotniczym.

## Odznaczenia
- Order 9 września 1944 I klasy z Mieczami (dwukrotnie)
- Order Ludowej Republiki Bułgarii II klasy (31 sierpnia 1974)
- Order Czerwonego Sztandaru
- Order Za waleczność
- Order Przyjaźni Narodów (ZSRR, 27 marca 1984)

I medale.